# Nicholas Rescher
Nicholas Rescher (ur. 15 lipca 1928 w Hagen w Niemczech, zm. 5 stycznia 2024 w Pittsburghu) – amerykański filozof związany przez wiele lat z Uniwersytetem w Pittsburgu, gdzie zajmował stanowisko szefa Katedry Filozofii Nauki. 
Autor ponad 400 artykułów i około 100 książek, z których wiele doczekało się tłumaczeń na inne języki. Jego dzieła poruszają zagadnienia z wielu dziedzin filozofii. Zdobywca nagrody Alexandra Von Humboldta w dziedzinie nauk humanistycznych (1984), odznaczony medalem Amerykańskiego Stowarzyszenia Filozofii Katolickiej (2007).

## Główne publikacje
OUP = Oxford University Press. PUP = Princeton University Press. SUNY Press = State University of New York Press. UPA = University Press of America. UPP = University of Pittsburgh Press.
- 1964. The Development of Arabic Logic. UPP.
- 1968. Studies in Arabic Philosophy. UPP.
- 1977. Methodological Pragmatism: A Systems-Theoretic Approach to the Theory of Knowledge. Basil Blackwell; New York University Press.
- 1978. Scientific Progress: A Philosophical Essay on the Economics of Research in Natural Science. UPP
- 1982 (1973). The Coherence Theory of Truth. UPA.
- 1982 (1969). Introduction to Value Theory. UPA.
- 1983. Risk: A Philosophical Introduction to the Theory of Risk Evaluation and Management. UPA.
- 1985. The Strife of Systems: An Essay on the Grounds and Implications of Philosophical Diversity. UPP.
- 1988. Rationality. OUP.
- 1989. Cognitive Economy: Economic Perspectives in the Theory of Knowledge. UPP.
- 1989. A Useful Inheritance: Evolutionary Epistemology in Philosophical Perspective. Rowman & Littlefield.
- 1990. Human Interests: Reflections on Philosophical Anthropology. Stanford University Press.
- 1993. Pluralism: Against the Demand for Consensus. OUP.
- A System of Pragmatic Idealism
  - 1991. Volume I: Human Knowledge in Idealistic Perspective. PUP.
  - 1992. Volume II: The Validity of Values: Human Values in Pragmatic Perspective. PUP.
  - 1994. Volume III: Metaphilosophical Inquiries. PUP.
- 1995. Luck. Farrar, Straus & Giroux.
- 1995. Essays in the History of Philosophy. UK: Aldershot.
- 1995. Process Metaphysics. SUNY Press.
- 1996. Instructive Journey: An Autobiographical Essay. UPA.
- 1998. Complexity: A Philosophical Overview. Transaction Publishers.
- 1999. Kant and the Reach of Reason. Cambridge University Press.
- 1999. Realistic Pragmatism: An Introduction to Pragmatic Philosophy. SUNY Press.
- 1999 (1984). The Limits of Science. UPP.
- 2000. Nature and Understanding: A Study of the Metaphysics of Science. OUP.
- 2001. Paradoxes: Their Roots, Range, and Resolution. Open Court Publishing.
- 2001. Process Philosophy: A Survey of Basic Issues. UPP.
- 2003. Epistemology: On the Scope and Limits of Knowledge. SUNY Press.
- 2003. On Leibniz. UPP.
- 2004. Epistemic Logic. UPP.
- 2005. Metaphysics: The Key Issues from a Realist Perspective. Prometheus Books.
- 2005. Reason and Reality: Realism and Idealism in Pragmatic Perspective. Rowman & Littlefield.
- 2005-2006. Collected Papers, 14 vols. Ontos Verlag.
- 2006. Epistemetrics. Cambridge University Press.
- 2006. Conditionals. MIT Press.
- 2007. Error: On Our Predicament When Things Go Wrong. UPP.